# Вірт Юрій Миколайович
Юрій Миколайович Вірт (нар. 4 травня 1974, Львів) — український футболіст, що виступав на позиції воротаря, і футбольний тренер.

## Ігрова кар'єра
Вихованець СДЮШОР Карпати Львів. У дитинстві Юрій Вірт також займався баскетболом та лижним спортом.
Професійну футбольну кар'єру розпочав у ФК «Скала» (Стрий), як дублер Богдана Стронціцького. У 1995 році Мирон Маркевич запрошував Юрія Вірта у ФК «Карпати» (Львів). Проте контракт не було підписано, оскільки тоді ж Маркевич пішов з клубу, а новий тренер ФК «Карпати», Володимир Журавчак, не був зацікавлений у послугах Вірта. Того ж року Вірт підписав контракт з ФК «Львів».
У 1997 році Юрій Вірт домовився з ФК «Ворскла», про перехід у полтавський клуб, але зателефонував віцепрезидент ФК «Металург» Косевич, й голкіпер підписав контракт з донецьким клубом.
У 1999 році Вірт підписав трирічний контракт з ФК Шахтар (Донецьк). Юрія Вірта вважають легендарним футболістом для донецького футболу, а також одним з найкращих голкіперів сучасного українського футболу. У 2002 році головним тренером ФК Шахтар (Донецьк) став італієць Невіо Скала, і влітку цього ж року Вірта виставили на трансфер, після чого він повернувся у ФК «Металург» (Донецьк).
Також виступав за команду ФК Борисфен (Бориспіль) у сезоні 2003/2004.
У липні 2012 року Вірт у віці 38 років завершив ігрову кар'єру і перейшов на тренерську роботу в «Металург», ставши тренером воротарів юнацької команди.
| Команда                     | Сезон   | Турнір | М  | ПМ  |
| --------------------------- | ------- | ------ | -- | --- |
| Скала (Стрий)               | 1992    | 1 ліга | 12 | -8  |
| Скала (Стрий)               | 1992-93 | 1 ліга | 16 | -24 |
| Скала (Стрий)               | 1993-94 | 1 ліга | 10 | -13 |
| Скала (Стрий)               | 1994-95 | 1 ліга | 34 | -49 |
| Скала (Стрий)               | Разом   | Разом  | 72 | -94 |
| ФК Львів                    | 1995-96 | 1 ліга | 25 | -28 |
| ФК Львів                    | 1996-97 | 1 ліга | 40 | -27 |
| ФК Львів                    | Разом   | Разом  | 65 | -55 |
| Металург (Донецьк)          | 1997-98 | ВЛ     | 25 | -21 |
| Металург (Донецьк)          | 1998-99 | ВЛ     | 15 | -23 |
| Металург (Донецьк)          | Разом   | Разом  | 40 | -44 |
| Шахтар-2 (Донецьк)          | 1999-00 | 1 ліга | 2  | -3  |
| Шахтар (Донецьк)            | 1999-00 | ВЛ     | 30 | -15 |
| Шахтар (Донецьк)            | 2000-01 | ВЛ     | 26 | -21 |
| Шахтар (Донецьк)            | 2001-02 | ВЛ     | 8  | -6  |
| Шахтар (Донецьк)            | Разом   | Разом  | 64 | -42 |
| Металург (Донецьк)          | 2002-03 | ВЛ     | 13 | -8  |
| Металург (Донецьк)          | 2003-04 | ВЛ     | 3  | -7  |
| Металург (Донецьк)          | Разом   | Разом  | 16 | -15 |
| Металург-2 (Донецьк)        | 2002-03 | 2 Ліга | 5  | -5  |
| Борисфен (Бориспіль)        | 2003-04 | ВЛ     | 13 | -10 |
| Борекс-Борисфен (Бородянка) | 2003-04 | 1 ліга | 1  | -1  |
| Металург (Донецьк)          | 2004-05 | ВЛ     | 17 | -17 |
| Металург (Донецьк)          | 2005-06 | ВЛ     | 14 | -10 |
| Металург (Донецьк)          | 2006-07 | ВЛ     | 16 | -16 |
| Металург (Донецьк)          | Разом   | Разом  | 47 | -43 |
| «Шахтар» (Донецьк)          | 2006-07 | ВЛ     | 2  | -3  |
| «Шахтар» (Донецьк)          | 2007-08 | УПЛ    | 0  | 0   |
| «Шахтар» (Донецьк)          | 2008-09 | УПЛ    | 0  | 0   |
| «Шахтар» (Донецьк)          | 2009-10 | УПЛ    | 0  | 0   |
| «Шахтар» (Донецьк)          | 2010-11 | УПЛ    | 0  | 0   |
| «Шахтар» (Донецьк)          | 2011-12 | УПЛ    | 0  | 0   |
| «Шахтар» (Донецьк)          | Разом   | Разом  | 2  | -3  |

ВЛ: 182 матчі — 157 пропущених гола
1 ліга: 140 матчів — 153 пропущених гола
2 ліга: 5 матчів — 5 пропущених голів

## Виступи за збірну
Провів 2 гри у футболці національної збірної України. Перший раз проти Білорусі (1 вересня 2001), другий, — проти Вірменії (5 вересня 2001). В обох іграх Вірт зіграв на нуль.

## Тренерська кар'єра
У 2012 році став тренером воротарів юнацького складу донецького «Металурга», а незабаром і тренером молодіжного складу, де допомагав Сергію Шищенку і пропрацював до 2015 року, після чого перейшов на посаду тренера в основну команду «Сталі» (Кам'янське).
25 квітня 2017 року призначений виконуючим обов'язки головного тренера «Вереса» (Рівне). 6 червня 2017 року було офіційно оголошено про призначення Юрія Вірта головним тренером ФК «Верес». 29 грудня 2017 року «Верес» припинив співпрацю з Юрієм Віртом.
З 26 вересня до листопада 2018 року очолював першоліговий винниківський «Рух». Після семи ігор чемпіонату керівництво клубу та спеціаліст розірвали відносини.
14 червня 2019 року Юрій Вірт призначений головним тренером ФК «Верес» (Рівне). За два роки спеціаліст вивів рівненську команду до УПЛ. У червні 2023-го залишив клуб. 
16 квітня 2024 року підписав контракт із командою Другої ліги ПФК «Звягель», з яким відразу ж підвищився у класі, здобувши право виступати у Першій лізі в сезоні 2024/25.
| Команда                       | Турнір                        | Посада                        | Сезон                         | І   | В  | Н  | П  | М       | О   |
| ----------------------------- | ----------------------------- | ----------------------------- | ----------------------------- | --- | -- | -- | -- | ------- | --- |
| «Верес»                       | 1 ліга                        | В.о. тренера                  | 2016-17                       | 8   | 3  | 3  | 2  | 9-7     | 12  |
| «Верес»                       | УПЛ                           | Головний тренер               | 2017-18                       | 19  | 5  | 11 | 3  | 22-15   | 26  |
| «Верес»                       | Кубок України                 | Головний тренер               | 2017-18                       | 3   | 2  | 0  | 1  | 3-5     | 6   |
| «Верес»                       | Разом за «Верес»              | Разом за «Верес»              | Разом за «Верес»              | 30  | 10 | 14 | 6  | 34-27   | 46  |
| «Рух»                         | 1 ліга                        | Головний тренер               | 2018-19                       | 7   | 2  | 2  | 3  | 6-11    | 8   |
|                               | Разом за «Рух»                | Разом за «Рух»                | Разом за «Рух»                | 7   | 2  | 2  | 3  | 6-11    | 8   |
| «Верес»                       | 2 ліга                        | Головний тренер               | 2019-20                       | 20  | 11 | 3  | 6  | 34-23   | 36  |
| «Верес»                       | Кубок України                 | Головний тренер               | 2019-20                       | 2   | 1  | 0  | 1  | 3-3     | 3   |
| «Верес»                       | Стикові ігри                  | Головний тренер               | 2019-20                       | 2   | 1  | 1  | 0  | 3-1     | 4   |
| «Верес»                       | 1 ліга                        | Головний тренер               | 2020-21                       | 30  | 21 | 5  | 4  | 56-21   | 68  |
| «Верес»                       | Кубок України                 | Головний тренер               | 2020-21                       | 5   | 4  | 0  | 1  | 14-4    | 12  |
| «Верес»                       | УПЛ                           | Головний тренер               | 2021-22                       | 18  | 6  | 5  | 7  | 15-20   | 23  |
| «Верес»                       | Кубок України                 | Головний тренер               | 2021-22                       | 2   | 1  | 0  | 1  | 2-3     | 3   |
| «Верес»                       | УПЛ                           | Головний тренер               | 2022-23                       | 30  | 8  | 7  | 15 | 35-45   | 31  |
| «Верес»                       | Стикові ігри                  | Головний тренер               | 2022-23                       | 2   | 1  | 0  | 1  | 7-2     | 3   |
| «Верес»                       | Разом ФК «Верес»              | Разом ФК «Верес»              | Разом ФК «Верес»              | 141 | 64 | 35 | 42 | 202-149 | 229 |
| ПФК «Звягель»                 | 2 ліга                        | Головний тренер               | 2023-24                       | 6   | 3  | 3  | 0  | 8-4     | 12  |
| ПФК «Звягель»                 | Стикові ігри                  | Головний тренер               | 2023-24                       | 2   | 1  | 1  | 0  | 2-1     | 4   |
| Загалом за тренерську кар'єру | Загалом за тренерську кар'єру | Загалом за тренерську кар'єру | Загалом за тренерську кар'єру | 156 | 70 | 41 | 45 | 218-165 | 239 |

## Досягнення
Як гравця:
- Чемпіон України (3): 2002, 2008, 2010
- Срібний призер чемпіонату України (4): 2000, 2001, 2007, 2009
- Бронзовий призер чемпіонату України (2): 2003, 2005
- Володар Кубка України (3): 2001, 2002, 2008
- Фіналіст Кубка України (1): 2009
- Голкіпер року в Україні за версією газети «Український футбол» (2000)
- Член Клубу Євгена Рудакова: 102 матчі на «0».

Як тренера:
- Переможець Першої української ліги: 2020/21